# ラルフ・オニール
ラルフ・オニール（Ralph Ambrose O'Neill、1896年12月7日 - 1980年10月20日）は、第一次世界大戦のアメリカ空軍のエース・パイロットである。第一次世界大戦後はメキシコ空軍のために働き、南米とアメリカ合衆国間の航空会社NYRBA(
New York, Rio, and Buenos Aires Line）を設立した。

## 生涯
メキシコのドゥランゴにアメリカ人の父親とメキシコ人の母親の間に生まれた。アメリカ合衆国で育ち、1917年にアメリカ陸軍航空隊に入隊した。1918年10月、147戦隊に所属し、ヨーロッパで戦いニューポール 28と SPAD S.XIIIに搭乗し、5機のドイツ軍機を撃墜し、柏葉付殊勲十字章などを受勲した。
第一次世界大戦後は1919年2月にアメリカ陸軍航空隊を退役し、1920年にメキシコ空軍と5年間の契約を結び、空軍の近代化とパイロットの養成を行った。空軍トップまで昇格し、1923年にはアドルフォ・デ・ラ・ウエルタの反乱軍に対する戦闘にも参加した。メキシコの国産航空機工場（Talleres Nacionales de Construcciones Aeronauticas：TNCA）の閉鎖に反対する立場であったが、TNCAは1930年に閉鎖された。1925年が契約が終わりアメリカに戻り、アメリカ合衆国と南米のブエノスアイレスなど都市を結ぶ航空会社の設立に奔走した。NYRBA(New York, Rio, and Buenos Aires Line）は1929年に設立され、1929年8月21日に、シコルスキー S-38をつかって、ブエノスアイレスとモンテビデオとの間で定期航行を始めた。大恐慌で経営は行き詰まり、NYRBAはパンアメリカン航空に売却された。1939年からボリビアの金鉱山で働いた。